# (2003) Harding
Pour les articles homonymes, voir Harding.
(2003) Harding est un astéroïde de la ceinture principale.
Il a été ainsi baptisé en hommage à Karl Ludwig Harding (1765-1834), astronome allemand à qui l'on doit la découverte de l'astéroïde (3) Junon.